# Voiron
Voiron là một xã thuộc tỉnh Isère, trong vùng Rhône-Alpes ở đông nam nước nước Pháp. Xã này nằm ở khu vực có độ cao trung bình 290 mét trên mực nước biển. Theo điều tra dân số năm 1999 của INSEE, xã có dân số 20.442 người.
Voiron là một xã chế tạo với nhiều nhà máy, trong đó có nhà máy sản xuất vải, dệt lụa, sản xuất giấy và dụng cụ trượt tuyết.

## Liêt kết ngoài
- Trang mạng chính thức của Voiron Lưu trữ ngày 27 tháng 11 năm 2004 tại Wayback Machine bằng tiếng Pháp
- Bài viết này bao gồm văn bản từ một ấn phẩm hiện thời trong phạm vi công cộng: Chisholm, Hugh, biên tập (1911). Encyclopædia Britannica (ấn bản thứ 11). Cambridge University Press. {{Chú thích bách khoa toàn thư}}: |title= trống hay bị thiếu (trợ giúp)